# Sazená
Sazená település Csehországban, a Kladnói járásban. Sazená Nová Ves, Nelahozeves, Ledčice, Chržín és Uhy településekkel határos. Lakosainak száma 362 fő (2024. január 1.).

## Népesség
A település lakosságának változását az alábbi diagram mutatja:
| Lakosok száma | 594  | 635  | 587  | 410  | 300  | 248  | 325  | 325  | 346  | 362  |
|               | 1869 | 1890 | 1921 | 1950 | 1980 | 2001 | 2017 | 2019 | 2022 | 2024 |